# Chroicocephalus
Chroicocephalus je rod srednje do relativno malih galebova koji su donedavno bili uključeni u rod Larus. Neki znanstveni autoriteti također uključuju kratkokljunog galeba u Chroicocephalus. Ime roda Chroicocephalus potječe od starogrčkog khroizo, "obojati", i kephale, "glava".
Predstavnici ovog roda nalaze se u regijama / podregijama širom svijeta, a svaka vrsta obično je ograničena na određenu regiju.

## Vrste
- Australski galeb, Chroicocephalus novaehollandiae
  - Novozelandski galeb, Chroicocephalus novaehollandiae scopulinus (sin. Chroicocephalus scopulinus)
- Južnoafrički galeb, Chroicocephalus hartlaubii
- Smeđoglavi galeb, Chroicocephalus maculipennis
- Sivoglavi galeb, Chroicocephalus cirrocephalus
- Andski galeb, Chroicocephalus serranus
- Crnokljuni galeb, Chroicocephalus bulleri
- Planinski galeb, Chroicocephalus brunnicephalus
- Riječni galeb, Chroicocephalus ridibundus
- Tankokljuni galeb, Chroicocephalus genei
- Šumski galeb, Chroicocephalus philadelphia
- Kratkokljuni galeb, Chroicocephalus saundersi